# Zgornja Besnica, Ljubljana
Zgornja Besnica este o localitate din comuna Ljubljana, Slovenia, cu o populație de 108 locuitori.